# SS Minnesotan

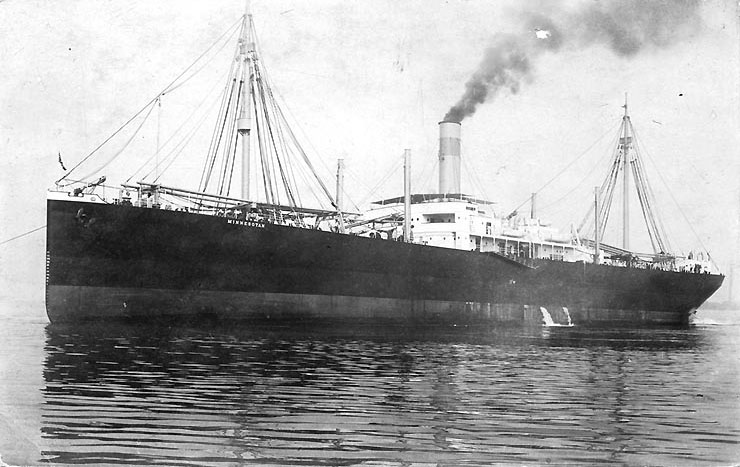
O SS Minnesotan.

SS Minnesotan foi um navio de carga construído em 1912 para a American-Hawaiian Steamship Company. Durante a Primeira Guerra Mundial, era conhecido como USAT Minnesotan em serviço para o Exército dos Estados Unidos e USS Minnesotan (ID-4545) em serviço para a Marinha dos Estados Unidos. Terminou a carreira como SS Maria Luisa R. de propriedade italiana. Ele foi construído pela Maryland Steel Company como um dos oito navios irmãos da American-Hawaiian Steamship Company, e foi empregado no serviço inter-costeiro através do istmo de Tehuantepec e do Canal do Panamá após sua abertura.
Na Primeira Guerra Mundial, o USAT Minnesotan transportou cargas e animais para a França sob fretamento do Exército dos EUA a partir de setembro de 1917. Quando transferido para a Marinha dos EUA em agosto de 1918, o USS Minnesotan continuou com as mesmas funções, mas após o Armistício foi convertido para o transporte de tropas e devolveu mais de 8 mil soldados americanos da França. Retornado à American-Hawaiian em 1919, Minnesotan retomou o serviço de carga inter-costeira e, pelo menos duas vezes, transportou iates de corrida da costa leste dos EUA para a Califórnia.
Durante a Segunda Guerra Mundial, o Minnesotan foi requisitado pela War Shipping Administration e inicialmente navegou entre os portos de Nova Iorque e do Caribe. Na segunda metade de 1943, Minnesotan navegou entre os portos do Oceano Índico. No ano seguinte, o cargueiro navegou entre Nova Iorque e portos do Reino Unido, antes de retornar ao Caribe. Em julho de 1949, a American-Hawaiian vendeu o Minnesotan para proprietários italianos, que a renomearam como Maria Luisa R., sendo desfeito em 1952 em Bari.

## Design e construção
Em setembro de 1911, a American-Hawaiian Steamship Company fez um pedido com a Maryland Steel Company de Sparrows Point, Maryland, de quatro novos navios de carga - Minnesotan, Dakotan, Montanan e Pennsylvanian. O custo do contrato dos navios era definido com o custo de construção mais um lucro de 8% para a Maryland Steel, mas com um custo máximo de 640 mil dólares por navio. A construção foi financiada pela Maryland Steel com um plano de crédito que previa 5% de entrada em dinheiro com nove parcelas mensais para o saldo. As cláusulas do acordo permitiam que algumas das nove parcelas pudessem ser convertidas em notas ou hipotecas de longo prazo. O custo final do Minnesotan, incluindo custos de financiamento, foi de 65,65 dólares por tonelada de porte bruto, que totalizou pouco menos de 668 mil dólares.
Minnesotan (Maryland Steel yard no. 124) foi o primeiro navio construído sob o contrato original. Ele foi lançado em 8 de junho de 1912, e entregue à American-Hawaiian em setembro. O Minnesotan tinha 6.617 toneladas bruta de registro (GRT), e tinha 130,68 metros de comprimento e 16,33 metros no través.} Ele tinha uma tonelagem de porte bruto de 10.175 LT DWT e seus porões de carga tinham uma capacidade de armazenamento de 13.899,0 m³. O Minnesotan tinha uma velocidade de 28 km/h e era movido por uma única máquina a vapor de quadrupla expansão com caldeiras a óleo, que acionava uma única hélice de parafuso.

## Início das atividades
Quando o Minnesotan começou a navegar para a American-Hawaiian, a empresa despachou cargas dos portos da Costa Leste pela rota Tehuantepec para os portos da Costa Oeste e Havaí, e vice-versa. Os carregamentos na Rota de Tehuantepec chegaram aos portos mexicanos - Salina Cruz, Oaxaca, para carga no sentido leste, e Coatzacoalcos, Veracruz, para carga no sentido oeste - e atravessaram o Istmo de Tehuantepec na Ferrovia Nacional de Tehuantepec. As remessas para o leste eram principalmente de açúcar e abacaxi do Havaí, enquanto as cargas para o oeste eram de natureza mais geral. Minnesotan navegou neste serviço no lado leste da América do Norte.
Após a ocupação de Veracruz pelos Estados Unidos em 21 de abril de 1914 (que encontrou seis navios americano-havaianos em portos mexicanos), o governo mexicano liderado por Huerta fechou a Ferrovia Nacional de Tehuantepec ao transporte marítimo americano. Essa perda de acesso, juntamente com o fato de que o Canal do Panamá ainda não estava aberto, fez com que a American-Hawaii retornasse no final de abril à sua rota histórica de navegação ao redor da América do Sul através do Estreito de Magalhães. Com a abertura do Canal do Panamá em 15 de agosto de 1914, os navios americano-havaianos passaram a fazer essa rota.
Em outubro de 1915, deslizamentos de terra fecharam o Canal do Panamá e todos os navios americano-havaianos, incluindo Minnesotan, retornaram à rota do Estreito de Magalhães novamente. Os movimentos exatos do Minnesotan dessa época até o início de 1917 não são claros. Ele pode ter estado na metade da frota americano-havaiana que foi fretada para o serviço transatlântico. Ele também pode ter feito parte do grupo de navios americano-havaianos fretados para servir na América do Sul, entregando carvão, gasolina e aço em troca de café, nitratos, cacau, borracha e minério de manganês.